# Dragon Ball: Episodio de Bardock
Dragon Ball: Episodio de Bardock (ドラゴンボール：エピソード オブ バーダック Dragon Ball: Episōdo Obu Bādakku?) también llamado El primer super sayayin es un Manga creado por Naho Ōishi, y que fue adaptado al anime. Se basa en el videojuego Dragon Ball Heroes, además de ser un Spin-off que tiene lugar después de los acontecimientos del especial de TV de Dragon Ball Z: Tatta hitori no saishū kessen, en el que Bardock sobrevive a la destrucción del planeta Vegeta y se transporta al pasado, donde lucha contra un ancestro de Freezer, Chilled, y se convierte en el primer Super Saiyajin.
El primer capítulo fue publicado el 21 de junio de 2011, en V-Jump, el segundo capítulo fue publicado el 22 de julio de 2011, y el capítulo final se publicó el 21 de agosto de 2011. Más tarde se publicó también en el verano de 2011 la edición de Jump Saikyo.

## Capítulo I
Bardock intenta atacar a Freezer mientras que el tirano está en el espacio por encima de su nave espacial con Zarbon y Dodoria. Ellos tienen una breve conversación, Freezer dice que está harto de trabajar con los Saiyajins y lanza una Death-Ball que hace estallar el planeta Vegeta, después de esto Bardock despierta en una cama en un planeta cuyo cielo se parece mucho al planeta Vegeta, él está siendo curado por dos extranjeros: Ipana, el médico de la aldea, y su hijo Berry. Bardock observa que el medicamento utilizado para curarlo es similar a la del líquido en tanques de curación, luego Ipana dice que el nombre del planeta es planeta Plant, Bardock recuerda que ese era el antiguo nombre del Planeta Vegeta y comienza a preguntarse si él está en el pasado.-
Dos soldados llamados Toobi y Kyabira llegan en una nave espacial y declaran que van a conquistar el planeta Plant. Bardock se enfrenta y mata a Kyabira con una patada fuerte en la cara. Un enfurecido Toobi trata de golpear Bardock, pero el saiyajin lo esquiva y lo mata. El alcalde y los vecinos a darle las gracias, pero Bardock, sin mostrar mucho interés por ellos, vuela lejos para descansar en una cueva.
Berry llega a la cueva con una cesta de comida y le dijo a Bardock que lo tomara. Al principio, Bardock le pide que lo deje solo, pero finalmente se come la comida que  Berry le ofreció. Más tarde Berry vuelve con más alimentos y Bardock parece estar siendo más tolerante con él. Mientras tanto, un miembro de la familia imperial de Freezer, el Capitán Chilled, dice que ha pasado 10 días desde que no han oído hablar de Toobi y Kyabira por lo que decide investigar el mismo el planeta Plant.

## Capítulo II
Chilled llega al planeta con varios soldados. Entonces, él tiene la idea de hacerse pasar por guardianes del universo para entrar en confianza con los habitantes de la aldea.-
Llegan al lugar donde ven a Ipana con su medicamento especial y Chilled le pide al médico de la aldea una muestra de ese líquido sanador para sanar las heridas más rápidamente. Él y sus soldados dicen a la población que llegaron en busca de un par de malhechores que estaban atacando el planeta por sus abundantes recursos. Las Plants dicen que un guerrero llamado Bardock ya se hizo cargo de ellos y Chilled les dice que recibirán una buena recompensa si le permiten hablar ese guerrero.
Entonces Berry va a la cueva donde Bardock descansa y es ahí donde Chilled y sus hombres comienzan a aterrorizar al planeta. Berry le pide Bardock ayuda y, no muy convencido, acepta, recordando lo hospitalario que fue con el.
Bardock salva a Ipana de los soldados, a los cuales asesina, y cuando ve a Chilled, lo confunde a Freezer y furioso le ataca con un puñetazo en la cara. Entonces Chilled contraataca a Bardock con algunas patadas, luego comienza a aplastarlo, diciendo que él es el más poderoso en el universo.

## Capítulo III
Con Bardock a punto de ser derrotado, Chilled estaba a punto destruir el planeta con una Death-Ball. Sin embargo, en un acto de desesperación, Berry da un salto adelante en un acto increíble de coraje para salvarlo, pero Chilled lo ataca para que no moleste.-Es allí donde el poder Bardock se incrementa, formada por la rabia hacia Freezer y su traición a los sayans y con su fuerza se convirtió en el Supersaiyajin. Los dos guerreros siguieron luchando, pero Bardock con nuevos poderes derrotó con facilidad a Chilled. Como último recurso para la victoria, Chilled lanza una Supernova para matar a Bardock, pero fue derrotado por el Cañón Espiritual Final de Bardock. Los habitantes del pueblo aplauden a Bardock, orgulloso de su esfuerzo y en su respuesta sonrió y se marchó hacía el horizonte.-
Más tarde, sin embargo, Chilled se ve flotando en el espacio apenas con vida, entonces los hombres de su nave espacial rápidamente se hicieron cargo de él, poniéndolo bajo asistencia respiratoria, mientras se recupera, les dice a sus hombres que tengan cuidado con los sayans de cabello dorado y muere.
Es allí donde empieza a contarse la leyenda del Super Saiyajin, hasta llegar a los pies de Freezer en el espacio.

## Adaptación del anime
El episodio de Bardock se da una adaptación al anime, como parte del proyecto de Dragon Ball SSSS. La película de 20 minutos tuvo un preestreno en la Jump Festa 2012 (17 y 18 de diciembre de 2011), en Japón, y la versión streaming sólo estaba disponible en línea hasta el 28 de diciembre de 2011.
La adaptación van a aparecer en un DVD que vendrá con el tema de la 03 2012 Saltar Saikyo. El DVD también contiene Dragon Ball 2010: 
Plan de Erradicación de la Super Saiyajin
inconsciente.

## Personajes
- Bardock
- Chiled
- Berry
- Ipana
- Sjo

- Kyabira
- Zabron
- Dodoria
- Freezer (Dragon Ball)
- Totepo (flashback, muerto)
- Son Gokū (mencionado)
- Celipa (muerta, flashback)
- Panpukkin (flashback, muerto)
- Toma (flashback, muerto)

- Datos: Q2480884